# STS 52
STS 52 è una mascella fossile con parte della faccia e della mandibola che conserva tutti i dent,i della specie Australopithecus africanus, scoperto a Sterkfontein in Sudafrica, da  John T. Robinson nel 1949, che si stima che abbia tra i 2,8 e i 2,3 milioni di anni.

## Descrizione
Il fossile è stato rinvenuto diviso in due parti: la mascella completa di tutti i denti compresa della parte della inferiore della faccia, e la mandibola deformata, anch'essa composta e con tutti i denti. I molari, eccetto uno, sono erotti il che, associato ad una limitata usura dentale, indica che si tratta di un esemplare giovane.
È stato classificato come esemplare maschio in quanto le variazioni dovute al dimorfismo sessuale, sono evidenti nella morfologia facciale, alla quale vanno aggiunti i calcoli temporali relativi ai canini.